# Épisodes de Black Scorpion
Cet article présente la liste des épisodes de la série télévisée américaine Black Scorpion.

## Distribution

### Acteurs principaux
- Michelle Lintel : Darcy Walker / Black Scorpion
- Scott Valentine : Steve Rafferty
- Brandon Terrell : Argyle Sims
- Enya Flack : Tender Lovin' Veronica
- Steven Kravitz : Slugger
- Shane Powers : Specs
- Guy Boyd : Capitaine Henry Strickland

### Acteurs récurrents et secondaires
- David Groh : Lieutenant Walker
- Elizabeth Huett : Darcy Jeune
- Shae Marks : Babette
- Robert Pine : Maire Artie Worth
- Ben McCain : Don MacDonald

## Épisodes

### Épisode 1:Armé et dangereux
- États-Unis : 5 janvier 2001 sur Sci-Fi Channel
- France : 11 mai 2001 sur Série Club

- Shae Marks (Babette)
- Robert Pine (Maire Artie Worth)
- Martin Kove (Jack Aimes / Firearm)
- Ben McCain (Don MacDonald)
- Michael Fairman (Général Stryker)
- Christina Solis (Bonita Bradley)

### Épisode 2:L'Ouragan
- États-Unis : 12 janvier 2001 sur Sci-Fi Channel
- France : 11 mai 2001 sur Série Club

- Shae Marks (Babette)
- Robert Pine (Maire Artie Worth)
- Soupy Sales (Sonny Dey / Professeur Prophet)
- Athena Massey (Docteur Gail Waters / Hurricane)
- Mary Snyder-Fox (Kate Montgomery)

### Épisode 3:Une lumière aveuglante
- États-Unis : 19 janvier 2001 sur Sci-Fi Channel
- France : 14 mai 2001 sur Série Club

- Allen Scotti (Cameron Albright / Flashpoint)
- Kimber West (Iris Lookingood / Vision)
- Robert Pine (Maire Artie Worth)
- Ben McCain (Don MacDonald)
- James Lew (Dragon Rouge)
- Paul Keith (Docteur Heinderscheit)

### Épisode 4:Tremblements de terre
- États-Unis : 26 janvier 2001 sur Sci-Fi Channel
- France : 14 mai 2001 sur Série Club

- Sherrie Rose (Professeur Ursula Undershaft / Aftershock)
- Robert Pine (Maire Artie Worth)
- Robert Hegyes (Speedbump)
- Rick Dean (Crowbar)
- Ben McCain (Don MacDonald)
- James Lew (Dragon Rouge)
- Joe Estevez (Butcherville)
- Shae Marks (Babette)

### Épisode 5:Un amour brûlant
- États-Unis : 2 février 2001 sur Sci-Fi Channel
- France : 15 mai 2001 sur Série Club

- Brent Huff (Adam Burns / Inferno)
- Dave Mustaine (Torchy Thompson)
- Katie Wagner (Monica James)
- Shae Marks (Babette)
- Robert Pine (Maire Artie Worth)
- Kirsten Williams (Lacey)

### Épisode 6:Le Souffle de l'enfer
- États-Unis : 9 février 2001 sur Sci-Fi Channel
- France : 15 mai 2001 sur Série Club

- Raye Birk (Docteur Phinéas Phoenix)
- David Groh (Lieutenant Stan Walker)
- Laura Harring (Ariana)
- Adam West (Docteur Noah Goddard / Breathtaker)
- Anthony T. Pennello (Officier Franklin)
- Lucy Lin (Christine Yung-Callahan)
- David Kramer Rogers (Gaston Filmore)
- John-Clay Scott (Ratface)

### Épisode 7:Faire son possible
- États-Unis : 16 février 2001 sur Sci-Fi Channel
- France : 16 mai 2001 sur Série Club

- Lisa Boyle (Minerva Stone / Medusa)
- Ben McCain (Don MacDonald)
- Sylvester Terkay (Granite)
- Brian McWhorter (Marbre)
- Danica Sheridan (Bertha)
- Scott McPhail (Bruce)

### Épisode 8:L'Heure du crime
- États-Unis : 23 février 2001 sur Sci-Fi Channel
- France : 16 mai 2001 sur Série Club

- Frank Gorshin (Benjamin Tickerman / Clockwise)
- Victoria Silvstedt (Hourglass)
- Raye Birk (Docteur Phinéas Phoenix)
- Lyman Ward (Juge Cheetum)
- Ben McCain (Don MacDonald)
- Michael J. Anderson (Petite Main)
- Ted Rooney (Grande Main)
- Lucy Lee Flippin (Le premier juré)

### Épisode 9:Sueurs froides
- États-Unis : 2 mars 2001 sur Sci-Fi Channel
- France : 17 mai 2001 sur Série Club

- Renée Allman (Suzy Pain / Aerobicide)
- Faith Salie (Bend)
- Lyman Ward (Juge Cheetum)
- Lydia Cornell (Patricia Carlyle)
- Ava Fabian (Stretch)
- Shae Marks (Babette)
- Robert Pine (Maire Artie Worth)

### Épisode 10:Le Retour du Farceur
- États-Unis : 9 mars 2001 sur Sci-Fi Channel
- France : 17 mai 2001 sur Série Club

- Stoney Jackson (Luther / Gangster Prankster)
- Carl Banks (Grimace)
- Raye Birk (Docteur Phinéas Phoenix)
- Ben McCain (Don MacDonald)
- Greg Eagles (Heckler)
- Jeannie Millar (Giggles)

### Épisode 11:La vie est merveilleuse
- États-Unis : 24 mars 2001 sur Sci-Fi Channel
- France : 18 mai 2001 sur Série Club

- Julie McCullough (Docteur Ariel Haze / Pollutia)
- Traci Bingham (Vapeur)
- Amber Newman (Brouillard)
- Steve Eastin (Directeur Brickhouse)
- Carrie Stevens (Celeste McCloud)
- Adam West (Docteur Noah Goddard / Breathtaker)
- Shae Marks (Babette)
- Robert Pine (Maire Artie Worth)

### Épisode 12:Les Roses de la mort
- États-Unis : 31 mars 2001 sur Sci-Fi Channel
- France : 18 mai 2001 sur Série Club

- David L. Lander (Eugene Gardner / Greenthumb)
- Gretchen Palmer (Violette d'Afrique)
- Ben McCain (Don MacDonald)
- Patricia Ford (Lis tigré)
- Jody Howard (Liz Marlow)
- Nina K. James (Carmen)
- Shae Marks (Babette)
- Robert Pine (Maire Artie Worth)

### Épisode 13:Feu et Soufre
- États-Unis : 7 avril 2001 sur Sci-Fi Channel
- France : 21 mai 2001 sur Série Club

- Lisa Boyle (Minerva Stone / Medusa)
- Brent Huff (Adam Burns / Inferno)
- Raye Birk (Docteur Phinéas Phoenix)
- Ben McCain (Don MacDonald)
- Sylvester Terkay (Granite)
- Brian McWhorter (Marbre)
- Arturo Gil (Cupid)

### Épisode 14:Voyage virtuel
- États-Unis : 14 avril 2001 sur Sci-Fi Channel
- France : 21 mai 2001 sur Série Club

- Lana Clarkson (Docteur Sarah Bellum / Mindbender)
- Lou Ferrigno (Le maître des esclaves)
- Amy Miller (Bytofsky)
- Lisa Alvarez (Byte)
- Ben McCain (Don MacDonald)
- Shae Marks (Babette)
- Robert Pine (Maire Artie Worth)

### Épisode 15:Sport mortel
- États-Unis : 21 avril 2001 sur Sci-Fi Channel
- France : 22 mai 2001 sur Série Club

- Greg Kean (Ricky Blade / Slapshot)
- Charles Fleischer (Docteur Cairo Praktus)
- Gretchen Stockdale (Mopsy)
- Beckie Mullen (Bipsy)
- Joseph Patrick Kelly (Guy Manley)
- Stephan Desjardins (Bud Rockland)
- Mike Butters (Frank Neckenberg)
- Shae Marks (Babette)
- Robert Pine (Maire Artie Worth)

### Épisode 16:Le Baiser de la mort
- États-Unis : 28 avril 2001 sur Sci-Fi Channel
- France : 22 mai 2001 sur Série Club

- Nancy Valen (Angela Archer / L'Ange de la mort)
- Shae Marks (Babette)
- Robert Pine (Maire Artie Worth)

### Épisode 17:Celui qui rira le dernier
- États-Unis : 5 mai 2001 sur Sci-Fi Channel
- France : 23 mai 2001 sur Série Club

- Stoney Jackson (Luther / Gangster Prankster)
- Sung Hi Lee (Giggles)
- Carl Banks (Grimace)
- Greg Eagles (Heckler)
- Ben McCain (Don MacDonald)
- Fred Travalena (Charlie Chortle)

### Épisode 18:Le Jeu de pouvoir
- États-Unis : 12 mai 2001 sur Sci-Fi Channel
- France : 23 mai 2001 sur Série Club

- Alison Armitage (Edwina Watts / Stunner)
- Adam West (Docteur Noah Goddard / Breathtaker)
- Lisa Boyle (Minerva Stone / Medusa)
- Greg Kean (Ricky Blade / Slapshot)
- Steve Eastin (Directeur Brickhouse)
- Ben McCain (Don MacDonald)
- Shae Marks (Babette)
- Robert Pine (Maire Artie Worth)

### Épisode 19:La Photo révélatrice
- États-Unis : 19 mai 2001 sur Sci-Fi Channel
- France : 24 mai 2001 sur Série Club

- Allen Scotti (Cameron Albright / Flashpoint)
- Raye Birk (Docteur Phinéas Phoenix)
- Kimber West (Iris Lookingood / Vision)
- Ben McCain (Don MacDonald)
- Steve Eastin (Directeur Brickhouse)
- Sam J. Jones (Space Case)

### Épisode 20:Affronter la tempête
- États-Unis : 16 juin 2001 sur Sci-Fi Channel
- France : 24 mai 2001 sur Série Club

- Shannon Whirry (Vox Populi)
- Elan Carter (Screech)
- Angelica Bridges (Shreik)
- Ben McCain (Don MacDonald)
- Steve Eastin (Directeur Brickhouse)
- Shae Marks (Babette)
- Robert Pine (Maire Artie Worth)

### Épisode 21:L'Attaque du Zodiaque, première partie
- États-Unis : 23 juin 2001 sur Sci-Fi Channel
- France : 25 mai 2001 sur Série Club

- Soupy Sales (Professeur Prophet)
- Brent Huff (Adam Burns / Inferno)
- Athena Massey (Docteur Gail Waters / Hurricane)
- Gerry Gibson (Monsieur Neilson)
- Carrie Stevens (Celeste McCloud)
- Adam West (Docteur Noah Goddard / Breathtaker)

### Épisode 22:L'Attaque du Zodiaque, deuxième partie
- États-Unis : 30 juin 2001 sur Sci-Fi Channel
- France : 25 mai 2001 sur Série Club

- Soupy Sales (Professeur Prophet)
- Brent Huff (Adam Burns / Inferno)
- Athena Massey (Docteur Gail Waters / Hurricane)
- Gerry Gibson (Monsieur Neilson)
- Carrie Stevens (Celeste McCloud)
- Adam West (Docteur Noah Goddard / Breathtaker)
- Sherrie Rose (Professeur Ursula Undershaft / Aftershock)
- David Groh (Lieutenant Stan Walker)
- Raye Birk (Docteur Phinéas Phoenix)